# Gansu
Gansu, Kansu ou Cansu (em chinês 甘肃 ou 甘肅 ) é uma província da República Popular da China. Tem uma área de aproximadamente 454 000 km² e uma população de 26 260 000 habitantes (2017). A capital de Gansu é Lanzhou. A população é constituída maioritariamente por habitantes de etnia Han (91%), existindo 5% de habitantes de etnia Hui, 2% de etnia Dongxiang e 2% de etnia tibetana.

## História
Fazem parte da história desta região a construção da Grande Muralha da China, lutas contra povos bárbaros e a lendária Rota da Seda, por onde escoava o tráfego comercial entre o Oriente e o Ocidente, antes da decoberta das rotas marítimas.

## Cidades
A seguinte lista mostra as dez cidades mais populosas de Gansu, sendo que a primeira, Lanzhou, é a capital da província.
| Ordem | Nome da cidade                | Nome em chinês | População (em 2010) |
| ----- | ----------------------------- | -------------- | ------------------- |
| 1     | Lanzhou                       | 兰州           | 2 438 595           |
| 2     | Tianshui (Qincheng), (Beidao) | 天水           | 544 411             |
| 3     | Baiyin                        | 白银           | 362 363             |
| 4     | Wuwei (Liangzhou)             | 武威           | 331 370             |
| 5     | Jiayuguan                     | 嘉峪关         | 255 739             |
| 6     | Pingliang                     | 平凉           | 248 421             |
| 7     | Linxia                        | 临夏           | 220 895             |
| 8     | Zhangye                       | 张液           | 216 760             |
| 9     | Jiayuguan                     | 嘉峪关市       | 216 362             |
| 10    | Jinchang                      | 金昌           | 195 409             |

## Subdivisões

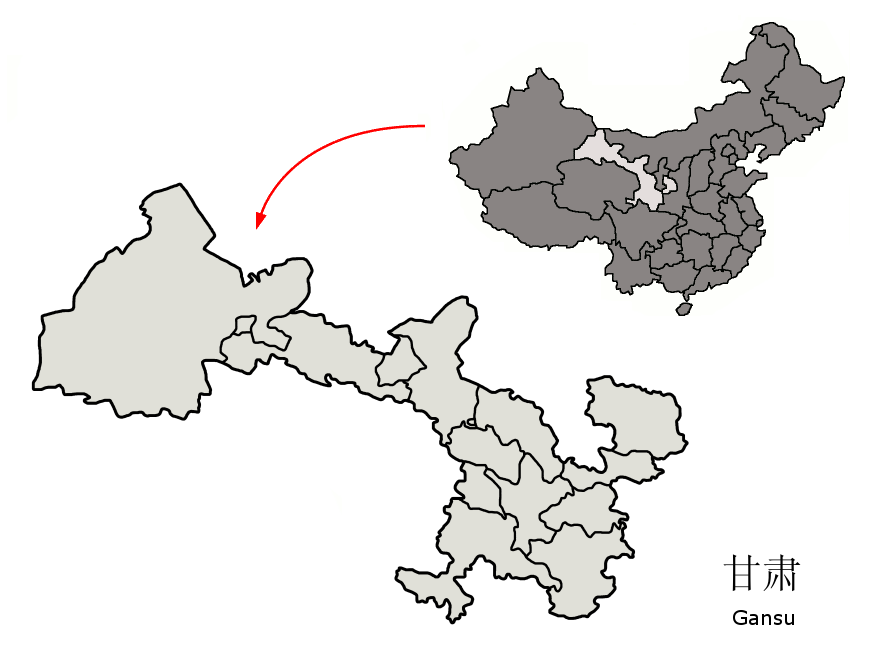
Mapa das subdivisões de Gansu.

Na província de Gansu existem:
- nível prefeitural:
  - 12 cidades administrativas
  - 2 prefeituras autónomas
- nível distrital:
  - 4 cidades administrativas
  - 58 comarcas
  - 7 comarcas autónomas
  - 17 distritos

1. ↑  Paixão, Paulo (Verão de 2021). «Os Nomes Portugueses das Aves de Todo o Mundo» (PDF) 2.ª ed. A Folha — Boletim da língua portuguesa nas instituições europeias. ISSN 1830-7809. Consultado em 13 de janeiro de 2022